# Jan Kalíšek
Jan Kalíšek (17. prosince 1926 – 28. února 1972) byl český a československý generál, politik Komunistické strany Československa a poslanec Sněmovny lidu Federálního shromáždění za normalizace.

## Biografie
K roku 1971 se profesně uvádí jako zástupce vedoucího oddělení Ústředního výboru Komunistické strany Československa. Působil konkrétně jako zástupce vedoucího oddělení státní administrativy ÚV KSČ. K 1. květnu 1971 byl jmenován do hodnosti generálmajora.
Ve volbách roku 1971 tehdy zasedl do Sněmovny lidu (volební obvod č. 55 – Ústí nad Labem-Litoměřice, Severočeský kraj). Poslanecký slib nesložil. Ve Federálním shromáždění setrval do své smrti v roce 1972. Pak ho nahradil Antonín Brabec.
V oficiální posmrtné vzpomínce se popisuje, že „stál vždy pevně na pozicích marxismu-leninismu a proletářského internacionalismu“. Poslaneckou funkci nemohl fakticky vykonávat pro těžkou nemoc.

## Vyznamenání
- Vyznamenání Za zásluhy o obranu vlasti
- Vyznamenání Za zásluhy o výstavbu